# Harald Jørgensen
Alfred Harald Jørgensen (født 3. januar 1907 i Aalborg, død 27. januar 2009) var en dansk historiker og tidligere landsarkivar på landsarkivet for Sjælland.

## Familie og uddannelse
Han blev født i Aalborg. Faren var den senere højesteretspræsident, Troels G. Jørgensen. Hans farfar var historikeren A.D. Jørgensen. Moren døde i barselseng 2 år senere da hun fødte Harald Jørgensens søster, den senere bogbinder Emmy Jørgensen. Oktober 1919 flyttede familien til Viborg, hvor Harald Jørgensen gik i byens katedralskole, hvorfra han blev student 1925. Derefter flyttede han til København hvor han gik på Københavns Universitet. Han havde i starten overvejet at læse teologi, men valget faldt snart på dansk og historie. Her undervistes han bl.a. af den i samtiden så kontroversielle Erik Arup, og han udviklede et venskab med professor Aage Friis hvis festskrift ved dennes 70-års dag i 1940 Jørgensen redigerede (Smaaskrifter tilegnede Professor, Dr. phil. Aage Friis paa Halvfjerdsaarsdagen 16. August 1940).

## Karriere
I sommeren 1928 rejste han til Genève hvor den engelske professor Alfred Zimmern afholdt en skole der optog elever fra hele verden. Byen var samtidig sæde for Folkeforbundet hvis grundidéer Harald Jørgensen var stærkt optaget af. Ved hjemkomsten havde Harald Jørgensen besluttet at uddanne sig til arkivar, og han blev ansat som studentermedhjælper for historikeren Hans Jensen i forbindelse med udarbejdelsen af en historie om stænderforsamlingerne i Danmark. Efter at bindet udkom 1931 blev han ansat til at sammenfatte en historisk fremstilling af fattigvæsenets historie. 1932 vandt han guldmedalje ved besvarelsen af prisspørgsmålet "J.S. Møstings virksomhed og betydning som statsmand efter 1813".
1932 rejste han sammen med sin hustru (skilt samme år) til Paris og Genève hvor han endnu engang tæt fulgte folkeforbundets virksomhed, bl.a. i forbindelse med forhandlingerne om en reform af lærebøgerne i historie. Ved hjemkomsten blev han tilknyttet dagbladet Politiken hvor onkelen Valdemar Koppel var fungerende chefredaktør. Dette varede indtil 1934 hvor han blev ansat som arkivaraspirant på Rigsarkivet. I hele perioden havde han arbejdet på bogen om fattigvæsenet. Ved bogens fuldendelse i 1936 sendte han den som doktorafhandling, men professor Albert Olsen nægtede, efter adskillige års tovtrækkeri at godtage den. I stedet lod Harald Jørgensen bogen trykke med titlen Studier over det offentlige Fattigvæsens historiske Udvikling i Danmark i det 19. Aarhundrede i 1940. Den blev en succes og udkom i 3 oplag.
Efter en to-årig udstationering på landsarkivet i Aabenraa blev han 1943 kaldt tilbage til Rigsarkivet. Samtidig begyndte han arbejdet på sin doktordisputats Trykkefrihedsspørgsmaalet i Danmark 1799-1848. Afhandlingen blev udgivet på Ejnar Munksgaards Forlag, og blev trykt på kongelig hoftrykker Hertz' trykkeri. Dette trykkeri blev natten mellem 6. og 7. maj 1944 sprængt i luften af Gestapo, mens hele oplaget af værket stadig befandt sig på det. Kun enkelte korrektureksemplarer eksisterede. Bogen blev i stedet duplikeret og udkom ved affotografering, og en dispensation opnåedes ved indsendelsen til universitetet. Disputatsen blev bedømt på Aarhus Universitet, og samme år opnåede Harald Jørgensen at blive dr. phil. i historie. Han var også redaktør på udgivelsen af Anders Sandøe Ørsteds Arbejder om Trykkefriheden (1947). Foruden disse to værker har han arbejdet med trykkefrihedens vilkår på forskellige tidspunkter i Danmarkshistorien i bøgerne Tidsskriftspressen i Danmark indtil 1848 (1961) og Da censuren blev opgivet (udgivet i 1970 i forbindelse med 200-året for Johann Friedrich Struensees ophævelse af censuren 1770).
Han var landsarkivar på landsarkivet for Sjælland fra 1962 til sin pensionering i 1977. Hans arbejde der indebar bl.a. deltagelse i arkivarkonferencer og medførte mange udenlandsrejser rundt omkring i verden, således bl.a. til Finland, Island, USA, Canada og det daværende Sovjetunionen.
Harald Jørgensen har gennem hele sit liv været aktiv medlem af adskillige foreninger. Bl.a. "Historikerkredsen af 1929", formand for studenterforeningen "Hejmdal", medlem af Foreningen Nordens råd fra 1959, af bestyrelsen for Arkivarforeningen 1943-60 (formand 1950-60), af repræsentantskabet for Organisationen af fagligt uddannede Tjenestemænd ved Statens Arkiver, Biblioteker og Museer 1950-58 (formand 1954-58), af bestyrelsen for Selskabet for Staden Københavns Historie og Topografi fra 1948 (næstformand fra 1972), af Selskabet for Historie, Litteratur og Kunst fra 1935 (formand 1981-85), for Foreningen af danske Ugeblade, Fagblade og Tidsskrifter 1949-54 og 1955-60, for Dansk Kultursamfund fra 1951 og for Dansk-finsk Forening fra 1972, formand for Dansk pressehistorisk Selskab 1961-68 og stiftende medlem af Udgiverselskab for Danmarks nyeste historie 1959.
Han blev medlem af Det kongelige danske Selskab for Fædrelandets Historie 30. april 1986 og var Ridder af 1. grad af Dannebrogordenen. Han blev tildelt H.V. Clausens og Johan Ottosens legat til danskhedens fremme i Sønderjylland i 1960 og Rigsarkivar Axel Linvalds Hæderspris 1970.
3. januar 2007 kunne Harald Jørgensen fejre sin 100-års fødselsdag.

## Andre skriftlige arbejder
Derudover har han skrevet en stor mængde bøger og artikler om forskellige emner både fra historien og arkivernes verden men også om nyere tid, bl.a. Det Classenske Fideicommis gennem 150 Aar (2 bind 1942, sammen med Fridlev Skrubbeltrang. Bogen blev genudgivet 1991), Danske Breve gennem 400 Aar (1943), København: fra boplads til storby (1948), C. N. David (1950), Det moderne Finland : med et historisk tilbageblik (1952), Træk af udviklingen i Humlebæk gennem 50 år (1957), Nordiske arkiver (1968) og Fra arbejdsanstalt til forsorgshjem : træk af den offentlige forsorgs udvikling i København igennem de sidste 150 år (1972).
Han har været redaktør på bøgerne Afhandlinger tilegnede arkivmanden og historikeren rigsarkivar, dr. phil. Axel Linvald af nordiske fagfæller på halvfjerdsårsdagen 28. januar 1956 (1956, desuden medredaktør), C.J. Traps Danmark (1959, bindene 2-3 om Storkøbenhavn) og Statsrådets forhandlinger (12 bind 1954-1976).
I 1977 blev han pensioneret fra stillingen som landsarkivar. I den forbindelse blev festskriftet Nordiske arkivstudier udgivet med bidrag fra mange af Danmarks førende arkivforskere.
Trods pensionen arbejdede Harald Jørgensen stadig videre, og udgav mange titler siden, f.eks. Egernførde bys historie (1980), Thi kendes for ret: studier i de civile københavnske domstoles historie i perioden ca. 1660 til 1919 (1980), Indenfor murene : jødisk liv i Danmark 1684-1984 (1984, redaktør og medforfatter), Foreningen af 1837 til forsømte børns frelse, 1837-1985 : en pionerindsats ydet af københavnske dommere (1997), Fra Christiansborg til Amalienborg (1996), En enevoldskonges hofholdning : studier over livet ved Frederik VI.s hof 1803-1839 (1999) og Jonas Collin : 1776-1861 : indflydelsesrig kongelig embedsmand og interesseret samfundsborger (2001).
Derudover har han skrevet flere bind med sine erindringer, Rigsarkivets tjeneste : nogle erindringsblade fra årene 1934-62 (1977), Et landsarkiv og dets opgaver : nogle erindringsblade fra det sjællandske landsarkiv 1962-77 (1981), Set og oplevet : nogle erindringsblade (1983), 25 år som pensionist : et tilbageblik 1977-2001 (2002).